# Lê Văn Duy
Dương Ngọc Chúc bút danh Lê Văn Duy hay Lê Hằng (15 tháng 9 năm 1942 – 27 tháng 1 năm 2024) là nhà văn, đạo diễn, biên kịch điện ảnh Việt Nam. Ông được biết đến qua các phim Viên ngọc Côn Sơn, Nàng Hương, Phượng.

## Tiểu sử
Dương Ngọc Chúc sinh ngày 15 tháng 9 năm 1942 tại Thị Nghè, Sài Gòn (trên giấy tờ là tại Long An), bố ông là nhà giáo Dương Văn Diêu và mẹ là Lê Thu Hằng. Ông Chúc là con thứ tư trong gia đình, còn có anh trai là nhà văn Dương Ngọc Huy và em gái là nhà biên kịch Dương Cẩm Thúy.

## Sự nghiệp
Sau khi cụ Dương Văn Diêu tập kết ra Bắc, ông Chúc và anh trai, Dương Ngọc Huy được mẹ đưa về Long An quê nội, rồi về quê ngoại tại An Giang sinh sống và học tập. Anh em ông trở về Sài Gòn khi lên đại học, sau này đều là sinh viên thoát ly theo Cách mạng, lên vùng rừng Miền Đông, công tác ở Tiểu ban Giáo dục thuộc Ban Tuyên Huấn R, Tây Ninh. Hai anh em lấy họ "Lê" của mẹ để sử dung làm bí danh và bút danh sau này. Năm 1962, Tiểu ban Giáo dục do ông Dương Văn Diêu làm Trưởng tiểu ban mở trường Giáo dục Tháng Tám, Cà Mau, ông chuyển đến học tại đây. Ban đầu Dương Ngọc Chúc lấy bí danh là Lê Hằng, ông từng học cùng với Trương Vĩnh Trọng, sau khi kết thúc khóa học ông Chúc đổi bí danh thành Lê Văn Duy.
Dương Ngọc Chúc từng là phóng viên chiến trường, quay các phóng sự và phim tài liệu, ông từng tham gia Chiến dịch Mậu Thân.
Dương Ngọc Chúc là người đầu tiên và cuối cùng ghi lại chân dung nhạc sĩ Trịnh Công Sơn, từ sau ngày thống nhất đất nước đến khu vị nhạc sĩ qua đời. Ông cũng sở hữu những phim tài liệu chân dung và phỏng vấn về các ván nghệ sĩ trong nước.
Dương Ngọc Chúc từng giữ vị trí Giám đốc Hãng phim Nguyễn Đình Chiểu và Tổng thư ký Hội Điện ảnh Thành phố Hồ Chí Minh. Sau khi về hưu, Lê Văn Duy lại chuyển sang nhiếp ảnh gần như chuyên nghiệp.
Năm 2019, Dương Ngọc Chúc được nhà nước phong tặng danh hiệu Nghệ sĩ ưu tú.
Ông qua đời ở tuổi 82 sau nhằm năm điều trị bệnh vào ngày 27 tháng 1 năm 2024.

## Tác phẩm

### Phim truyện
| Năm  | Tựa đề                | Vai trò   | Dạng phim        | Đạo diễn chính    | Chú thích |
| ---- | --------------------- | --------- | ---------------- | ----------------- | --------- |
|      | Bác sĩ Phượng         |           | Điện ảnh         |                   |           |
|      | Dòng sông hát         |           | Điện ảnh         |                   | [ 14 ]    |
| 1978 | Tình đất Củ Chi       | Biên kịch | Điện ảnh         | Mai Lộc           | [ 15 ]    |
|      | Anh Sáu Dân           |           | Điện ảnh         |                   |           |
| 1981 | Phượng                | Đạo diễn  | Điện ảnh         |                   |           |
| 1982 | Người không mang súng | Đạo diễn  | Điện ảnh         |                   |           |
| 1984 | Hoa cát               | Đạo diễn  | Điện ảnh         |                   |           |
| 1985 | Khoảng vượt           | Đạo diễn  | Điện ảnh         |                   |           |
| 1985 | Đời người hát rong    | Đạo diễn  | Điện ảnh         | Nguyễn Mộng Hoàng |           |
| 1987 | Ngoại ô               | Đạo diễn  | Điện ảnh         |                   |           |
| 1994 | Thời thơ ấu           | Đạo diễn  | Phim truyền hình |                   | [ 14 ]    |
| 1995 | Nàng Hương            | Đạo diễn  | Phim truyền hình |                   | [ 16 ]    |
| 2002 | Trái đắng             | Đạo diễn  | Phim video       |                   | [ 17 ]    |
| 2002 | Viên ngọc Côn Sơn     | Đạo diễn  | Phim video       |                   |           |
| 2004 | Bản hùng ca           |           | Phim truyền hình |                   | [ 18 ]    |

### Phóng sự, tài liệu
| Năm         | Tựa đề                                         | Vai trò                                 | Chú thích                 |
| ----------- | ---------------------------------------------- | --------------------------------------- | ------------------------- |
| 1967        | Trường quân chính Nguyễn Thị Minh Khai         | Đạo diễn / Biên kịch                    |                           |
| 1970 / 1974 | Những ngày ở Bảy Núi                           | Biên kịch                               | [ 14 ]                    |
|             | Trở lại Tức Dụp                                |                                         | [ 14 ]                    |
|             | Đối thoại với quê hương                        |                                         | chủ đề: Nguyễn Quang Sáng |
|             | Sống với quê hương                             |                                         | Chủ đề: Trịnh Công Sơn    |
| 1972        | Tiếng hát dọc đường                            | Biên kịch                               |                           |
| 1972        | Tuổi trẻ Sài Gòn                               | Biên kịch                               |                           |
|             | Những người gặp may                            |                                         |                           |
|             | Chuyện kể Yuk Sarết                            |                                         |                           |
| 1980        | Lê Thị Hồng Gấm                                | Biên kịch (cùng Võ Trần Nhã, Huy Thành) | Đạo diễn Huy Thành        |
|             | Dã quỳ                                         |                                         |                           |
|             | (phim về Võ Văn Tần)                           | Biên kịch                               | [ 14 ]                    |
|             | (phim về Châu Văn Liêm)                        | Biên kịch                               | [ 14 ]                    |
|             | (phim về Nguyễn Văn Linh)                      | Biên kịch                               | [ 14 ]                    |
|             | Ấn tượng Võ Văn Kiệt                           | Đạo diễn                                | [ 19 ]                    |
| 1994        | Giữa ngàn thác lũ                              | Biên kịch                               | [ 20 ]                    |
|             | GS Trần Văn Khê – những chuyến trở về hồn nước | Đạo diễn                                |                           |
| 2009        | Thoại Ngọc Hầu                                 | Đạo diễn                                | [ 14 ] [ 21 ]             |
| 2009        | Giáo sư Trần Văn Khê                           | Đạo diễn                                | kiêm Biên kịch            |
| 2010        | Bí thư Tỉnh ủy An Giang qua các thời kỳ        | Đạo diễn                                | [ 14 ]                    |
| 2011        | (phim về Bùi Chí Vinh)                         | Đạo diễn                                | [ 22 ]                    |

### Văn học
- Tiểu thuyết: Thời trốn nắng, Thủy triều đỏ, Hỏa châu xanh...[23]
- 2014 - Nhà văn Trang Thế Hy - Người hiền của văn học Nam Bộ (Nhà xuất bản Trẻ)[24]
- 2018 - Đồi Giáng hương (tập thơ - NXB Văn hóa - Văn nghệ)[23]
- 2020 - Sài Gòn mùa thu xanh (hồi ký - NXB Hội nhà văn)[4]
- Những người bạn tôi quen (tập ảnh - NXB Tổng hợp TPHCM)[25]
- 2009-2011 (một tiểu thuyết dài về An Giang)[14]

### Sự kiện
72 mùa xuân - Một đời phim và văn

### Tác phẩm khác
Một bài thơ của ông được lấy cảm hứng cho ca khúc Xin làm người hát rong của Trần Long Ẩn